# СДК-82
СДК-82 - средний десантный корабль проекта 773 Черноморского флота ВМФ СССР и ВМФ России.

## Служба
Средний десантный корабль "СДК-82" проекта 773 был построен на Гданьской Северной верфи, Польша, (заводской номер 733/6). Был заложен 28.12.1970 года, спущен на воду 25.09.1971 года, вступил в строй 25.01.1972 года.
Бортовые номера 367, 370.
СДК-82 находился в составе 39-й дивизии морских десантных сил (39-я ДиМДС) с базированием на Крымскую ВМБ в Донузлаве.  В составе 147-го дивизиона средних десантных кораблей. В/ч 31038 по штату 61/395.
Этот десантный корабль в составе соединения кораблей ЧФ находился в зоне военного конфликта в Сирии во время Войны Судного дня с 1 по 31 октября 1973 года. В июне 1974 года в составе кораблей 5-й эскадры в Средиземном море, СДК-82 находился в зоне военного конфликта между Турцией и Кипром и участвовал в спасательной операции по эвакуации гражданского персонала. Из Москвы штаб 5-й ОпЭск получил распоряжение: подготовить эсминец «Пламенный» и СДК-82 для эвакуации 250 советских граждан с Кипра из залива Ларнака, быть готовыми передать продукты для 70 человек на 10 суток для нашего посольства. Вскоре стало известно о достигнутой между Турцией и Грецией договоренности о прекращении огня. Для  эвакуацией советских граждан с Кипра были выделены БПК «Адмирал Нахимов», СДК-82 и теплоход ММФ «Башкирия». Эвакуированные сперва попали на английский танкер «Олна» и позднее высажены на английской ВМБ, где из загрузила «Башкирия». Трех турок-киприотов, спасенных эсминцем «Пламенный» с воды, пересадили на СДК-82 и передали на турецкий военный катер в залив Мармарис.
Во время служб в переменном составе 5-й Средиземноморской эскадры в составе 53-го отдельного дивизиона десантных кораблей, всегда с батальоном морской пехоты Черноморского Флота.
СДК-82 в период 1 мая -31 августа 1978 года в составе группы кораблей оказывал поддержку правительственным войскам Эфиопии в ходе Войны за независимость Эритреи.
После раздела Черноморского флота перешел из Донузлава. СДК-82 вплоть до списания использовался в качестве штабного корабля и базировался на Темрюк. Входил в ОДННК вместе с ДКА проекта 1176 и двумя РТЩ.
3 мая 2001 года корабль был исключен из списков Черноморского флота и сдан на слом в 2002 году. 

## Командиры
- капитан-лейтенант А. Безверхий.